# Jachatur
Jachatur (en griego: Χατατούριος, romanizado: Chatatoúrios, en armenio: Խաչատուր, romanizado: Khach’atur), fue un funcionario bizantino de origen armenio del siglo XI, que fungió como dux de Antioquía, designado por el emperador Romano IV Diógenes.
Durante su mandato, Jachatur enfrentó una rebelión en Antioquía y participó en ella pero del lado del emperador Romano IV. Más tarde, cuando el emperador fue liberado tras su captura en la batalla de Manzikert en 1071, lo apoyó. Se dice que reunió un ejército y se unió a él en el castillo de Tiropeon en Capadocia, y luego fue a Cilicia. Allí Jachatur estableció su base en los Montes Tauro pero fue derrotado en una batalla por Andrónico Ducas, en la que también perdió la vida.